# 穆斯塔法·阿卜杜勒·贾利勒
穆斯塔法·阿卜杜勒·贾利勒（Abdul-Jelil，Abd-al-Jalil，Abdel-Jalil， Abdeljalil或Abud Al Jeleil；1952年—）是一位利比亚政治家。2007年1月—2011年2月，他任利比亚卡扎菲政权的司法秘书。他在媒体中广受瞩目的是各种反对侵犯人权的言论和立场。2011年，在利比亚示威、抗爭和内战中，他成为反对卡扎菲统治的主要领导人，并担任总部位于班加西的利比亚全国过渡委员会主席。

## 个人经历
在利比亚大学学习完法律和伊斯兰经后，于1975年毕业。然后在贝达担任检察长的助理，1978年成为一名法官。
他在担任法官至任司法部长前，态度上始终不满当局的统治方式。2010年1月，他在政府未能释放政治犯后尝试在国家电视台上辞职，不过辞职被否决。在2011年2月21日，他在被派往班加西就与部落协商释放人质一事，宣布正式辞职，成为卡扎菲政权第一位主动辞职的高官。
根据最近维基解密从美国大使透露的信息上看，他被描述为具有开放和协作能力。而卡扎菲当局则出价40万美圆，作为抓捕他的赏金。

## 立场与观点

### 任职司法部长时期
2010年8月，人权观察的一名代表对他“被报道敢于反对随意的逮捕和未经审判的拘留或监禁”，评论道:

司法部长对那些被关押者的立场是非常好的。尽管法庭判定那些人无罪，他也公开批评安全机构持续地扣押犯人。此外，问题确实是国家安全机构和内政部扰乱了司法秩序。

在2010年11月出版的一份报纸中，大赦国际表达了类似的论述:

至少200名其他已经被判无罪的人仍旧在被关押后。司法部长贾利勒已公开地要求释放这些被关押者，但是扣押那些人的安全机构却拒绝遵从...贾利勒说他不能下达一个调查安全机构长官滥用职权的命令。只有内政部才可这么做，不过他们经常拒绝这么做。

人权观察在为2010年联合国人权委员会所做的《全球定期评论》(UPR)中对他也有同样的论述。

### 2011年示威与内战期间
在示威发生后，他被卡扎菲派往班加西做“与伊斯兰主义者协调释放扣押的人质”工作。
2月21日，民营报社《Quryna》报道说他因对“持续对反政府示威者使用暴力”而辞职。
2月22日，他在接受瑞典报纸《Expressen》中称，他有证据证明卡扎菲亲自下达命令制造了1988年洛克比空難。
2月24日，BBC报道，在一个利比亚反对派举行的会议上，他表示与卡扎菲没话可谈，并要求卡扎菲立即下台。
3月5日，路透社报道，他宣布已经“与欧洲和阿拉伯国家正式接触过了”，“一些国家很快将宣布承认临时委员会”。

## 2011年利比亚起义与战争
2月24日，前军官、部落领袖、学者和商人代表在贝达举行了一次反对派会议。会议由贾利勒主持。代表们强调国家团结的重要性，并认可的黎波里为利比亚的首都。许多代表讨论了寻求联合国干预利比亚局势的议题。讲台上布置了前卡扎菲时代-利比亚王国的国旗(1951-1969)。
2月25日，半岛电视台报道，会议讨论了为早日实现后卡扎菲时代需组建一个临时政府。2月26日报道说，他正着手领导着组建过渡政府的工作，总部位于班加西。他表示“可恶的卡扎菲个人要为犯罪承担责任的事情已经发生了”，他也坚持国家团结的重要性，并认可的黎波里的首都地位。利比亚驻美国大使Ali Suleiman Aujali支持组建过渡政府的工作。利比亚驻联合国副大使Ibrahim Omar Al Dabashi，也表示支持一个新的政府。
2月27日，在班加西举行的一个新闻发布会上，过渡委员会的部分组成人员被公布。由于不少地区还被卡扎菲政府控制着，所以一些地区代表的名字暂时没被公开。临时政府的计划是运行三个月后举行一次选举。组成人员既包括平民也有军人。
3月5日，在委员会的创建声明中，贾利勒任主席一职。
3月9日，他公开呼吁在利比亚建立禁飞区。